# Fromental Halévy
Pour les articles homonymes, voir Halévy.
Pour les autres membres de la famille, voir Famille Halévy.
Fromental Halévy, né le 27 mai 1799 à Paris 7e et mort le 17 mars 1862 à Nice, est un compositeur français.
Halévy a étudié le piano et la composition avec les musiciens les plus renommés de l'époque, dont Étienne Nicolas Méhul et Luigi Cherubini. Il est principalement connu pour ses opéras et opérettes. Son opéra le plus célèbre est La Juive, créé en 1835 et considéré comme l'un des chefs-d'œuvre de l'opéra français. Il a également été membre de l'Académie des beaux-arts et de l'Institut de France.

## Biographie
Jacques François Fromental Élie Halévy est issu d'une famille juive : son père, Élie Lévy, est originaire de Fürth, en Bavière. Il est arrivé en France à la suite de l'émancipation des juifs par la Révolution. « Moins de vingt ans ont suffi à métamorphoser cet érudit venu d'Allemagne en un citoyen français conscient de ses droits et arborant hautement son judaïsme ». Il va, en effet, militer, toute sa vie, pour la culture juive, et cela aura des répercussions sur son fils Fromental. Élie Lévy épouse en 1798 Julie Mayer, originaire de Malzéville, près de Nancy. En 1807, la famille change de nom pour s’appeler Halévy. Fromental a un frère cadet, Léon, qui sera un proche de Saint-Simon. L'influence de ce dernier, partisan de l'abolition des frontières entre les religions et du brassage des élites, se fera sentir puissamment sur toute la famille Halévy, génération après génération.
Dès l’âge de 7 ans, Fromental entre au Conservatoire de Paris où il devient l’élève de Félix Cazot, Charles Lambert, Henri Montan Berton et Étienne Nicolas Méhul[réf. nécessaire]. En 1811, il entre dans la classe de Cherubini, où il restera cinq ans. Cette rencontre fut un événement capital de la vie artistique de Fromental. Le jeune garçon assimila l'enseignement sévère et exigeant de ce grand maître avec une facilité prodigieuse et devint vite son élève « chéri ». Dès 1814, il donne des cours de solfège au conservatoire. En 1817, il obtient le premier second prix de Rome, puis le premier grand prix en 1819. Il part à Rome en 1820, séjourne à Naples, puis à Vienne en 1822 où il rend visite à plusieurs reprises à Beethoven qu'il admire, tout en se sentant plus proche de Mozart et de Cherubini.
Rentré à Paris à la fin de 1822, il reprend les cours de solfège qu'il donnait au Conservatoire. En 1827, il y est nommé professeur d’harmonie et d'accompagnement. Parallèlement, il est chef de chant au Théâtre italien, puis à l'Opéra. En 1828, il obtient enfin la commande d'un opéra. Il en composera au total plus de trente. C'est en 1833 qu'il reçoit du docteur Véron, directeur de l'Opéra, la commande d'un grand opéra en cinq actes sur un livret de Scribe, La Juive, créé le 23 février 1835. Dans le même temps, Meyerbeer reçoit commande des Huguenots, toujours sur un livret de Scribe. « Leurs arguments montrent des similitudes frappantes. Au cœur de chaque ouvrage figurent des représentants caractéristiques des minorités religieuses israélite ou protestante, qui sont finalement anéantis par le pouvoir de l'Église et (ou) de l'État ; les juifs comme les protestants refusent d'abjurer leur foi et « choisissent le martyre ». Ces spectacles impressionnants attirèrent des foules énormes ». Si les libéraux accueillent avec chaleur La Juive, il faudra compter avec une opposition résolue des légitimistes qui la considèrent comme « une insulte à la religion ».
Le succès de La Juive amène l'Opéra à lui commander une nouvelle œuvre, ce sera Guido et Ginevra, créé le 5 mars 1838, sorte de transposition de l'histoire de Roméo et Juliette à Florence pendant la peste. Son style a nettement progressé depuis La Juive et l'œuvre est aussi un grand succès. Du coup, le Conservatoire fait de plus en plus appel à lui : après lui avoir confié une classe de fugue et de contrepoint en 1833, il le charge d'une classe de composition en 1840.
Suivent dans les années quarante encore deux grands opéras : La Reine de Chypre et Charles VI. Leur thème commun est celui de la royauté et des menaces auxquelles elle doit faire face. Dans La Reine de Chypre, créé en 1841 sur un livret de Saint-Georges, c'est la famille régnante des Lusignan qui est attaquée par la république de Venise. Richard Wagner aima tellement l'œuvre qu'il en fit une réduction pour piano et chant. Créé en 1843, Charles VI étonne un peu par les libertés prises par les auteurs du livret, Casimir Delavigne et son frère, qui introduisent parmi les personnages centraux la maîtresse de Charles VI, Odette de Champdivers, transformée en une sorte de Jeanne d'Arc, qui va réconcilier le roi et son fils. L'ouvrage comprend un chant contre les Anglais qui jamais ne régneront en France, apprécié du public mais pas du roi, qui vient de conclure une première entente cordiale…
Le cycle des grands opéras se termine dans les années cinquante par deux ouvrages sur le thème de la faute et de son pardon éventuel : Le Juif errant (1852) et La Magicienne (1858). Dieu refuse son pardon au premier, condamné à errer sans fin à travers le monde, mais l'accorde à la seconde, la fée Mélusine, qui mourra chrétiennement. La Magicienne a été remontée au Festival de Radio France à Montpellier, durant l'été 2011, sous la direction de Lawrence Foster avec Norah Amsellem dans le rôle principal
Généralement, de tous les opéras de Fromental Halévy, seul La Juive se joue encore de nos jours. Mais en 2008, Cecilia Bartoli a pu faire revivre sur scène Clari, opéra créé en 1828 par La Malibran. Le Dilettante d'Avignon a été remonté à… Avignon et a fait l'objet d'un enregistrement discographique. Le festival de Wexford en Irlande, a également proposé en octobre 2022, une version mise en scène de La tempesta, opéra en langue italienne, composé en langue italienne et créé à Londres en 1850.
Fromental épouse le 27 avril 1842 Léonie Rodrigues-Henriques, une artiste cultivée, fille de banquier juif et sœur d'Eugénie Foa, ancienne élève de Frémiet et dotée d'un certain talent pour la sculpture. On avait parlé de l'influence des idées saint-simoniennes sur les Halévy, qui les auraient poussés vers des mariages mixtes. Cette union serait-elle une exception ? Pas vraiment, car les Rodrigues baignent dans le saint-simonisme : le cousin de Léonie, Olinde Rodrigues, est le disciple préféré et le confident des derniers jours de Saint-Simon ; c'est d'ailleurs lui qui a introduit auprès du maître Léon Halévy. Proches aussi Émile et Isaac Pereire, parents des Rodrigues-Henriques, Gustave d'Eichthal, marié à une Rodrigues, de même que le grand industriel Ernest Goüin. Fromental a eu deux filles, l'aînée morte en 1864 alors qu'elle est fiancée à son cousin Ludovic Halévy, et Geneviève (1849-1926), qui va épouser à l'instigation de son oncle Hippolyte Rodrigues le grand compositeur Georges Bizet.
Fromental a été un mélodiste très abondant, parfois inspiré, souvent sincère jusqu'à la naïveté. Par contre, il s’est montré peu doué pour la musique de ballet, bien que celui composé pour La Juive soit particulièrement inspiré. Il avait également un réel talent d’écrivain : Lettres sur la musique, parues sous le pseudonyme de « Gervasius » qui a failli le faire élire aussi à l'Académie française.
Parmi les trente-six ouvrages qu’il a écrits pour le théâtre, les plus applaudis sont La Juive, Guido et Ginevra ou la Peste de Florence sur un livret de Scribe (5 mars 1838), La Reine de Chypre sur un livret de Saint-Georges (22 décembre 1841) et Charles VI sur un livret de Casimir et Germain Delavigne (15 mars 1843).
On peut citer, parmi ses opéras-comiques, L’Éclair (1835), ce dernier étant particulièrement apprécié d'Offenbach, Les Mousquetaires de la Reine (1846), Le Val d’Andorre (1848) et La Tempesta (1850). Son œuvre comprend également quelques cantates, diverses pièces de musique vocale, un De profundis pour la cérémonie funèbre du duc de Berry. Sa Dame de Pique a été créée avant celle de Tchaïkovski. Le Théâtre de la Porte Saint Martin a remonté Le Guitarrero sous la baguette d'Alexandra Cravero.
Élu, en 1836, à l’Académie des beaux-arts en remplacement d'Antoine Reicha, il en devient le secrétaire perpétuel en 1854. À ce titre, il bénéficie d'un logement de fonction quai Conti, où son frère Léon est déjà installé dans l'appartement de son beau-père, Hippolyte Le Bas, architecte de l'Institut. Il sera par la suite l'objet d'une cour assidue de la part d'Eugène Delacroix, qui a une maison en face de son château de Fromont, de l'autre côté de la Seine, et désire entrer à l'Académie. Après la mort de Fromental de la tuberculose, une pension de 5 000 francs, demandée au Corps législatif, est accordée à sa veuve comme récompense nationale.
Comme professeur, il compte des élèves qui deviendront célèbres, dont Charles Gounod, Victor Massé, François Bazin et Georges Bizet, qui épouse sa fille Geneviève en 1869. On compte également parmi ses élèves Théodore Mozin, frère du peintre Charles Mozin, Charles Lecocq, auteur d'opérettes et d'opéras-comiques à succès comme La Fille de Madame Angot ou Louis-Aimé Maillart, auteur des Dragons de Villars.
Son neveu Ludovic Halévy a écrit les livrets de nombreux opéras et opérettes, au premier rang desquels Carmen de Georges Bizet, ainsi que La Belle Hélène de Jacques Offenbach, auquel il participa.
Faisant preuve d’un certain enthousiasme, il disait :

« La musique offre ce merveilleux et sublime accouplement de l’art qui crée, qui émeut, et de la science qui régit. Mais l’art seul domine en maître ; la science gouverne et ne règne pas. »

## Œuvres

### Opéras

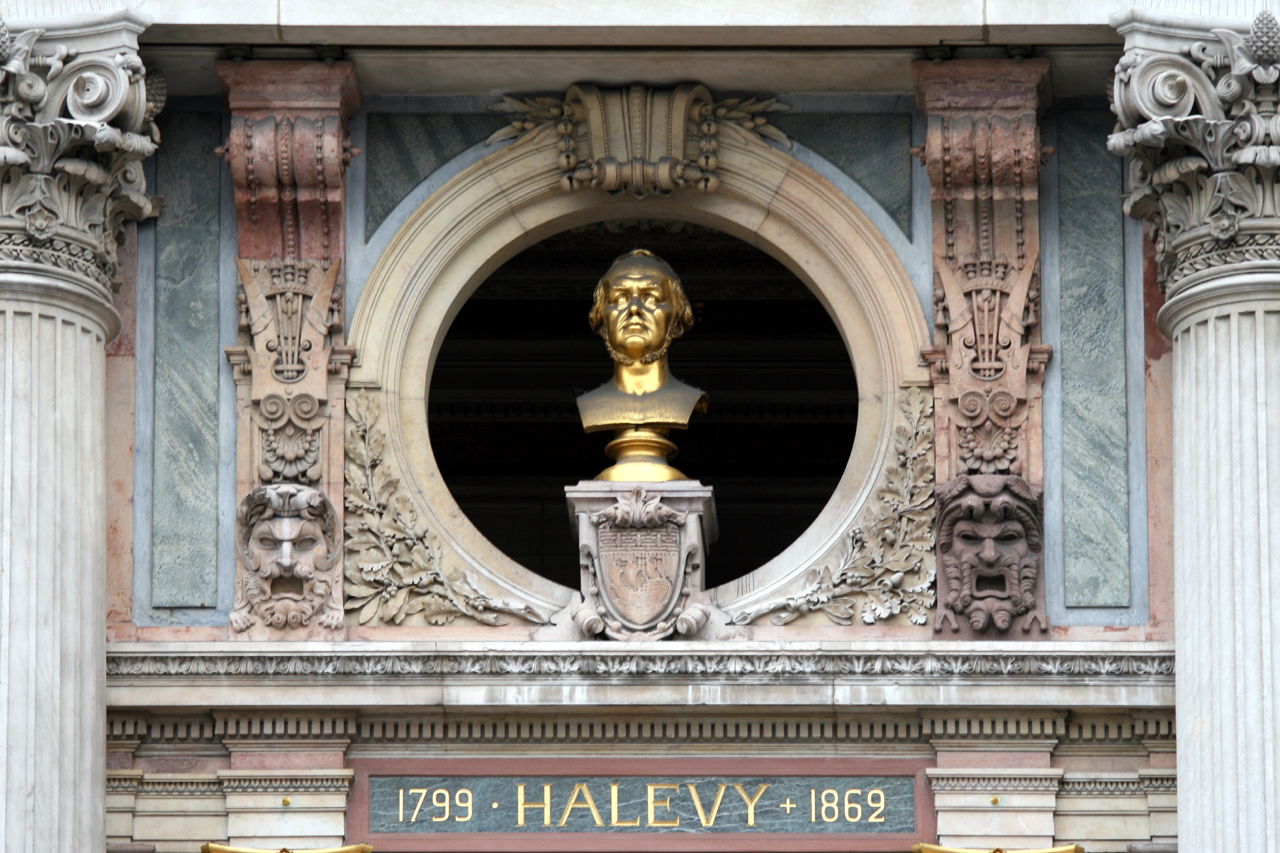
Victor Evrard, Buste d'Halévy (entre 1860 et 1869), Paris, opéra Garnier.

#### La Juive

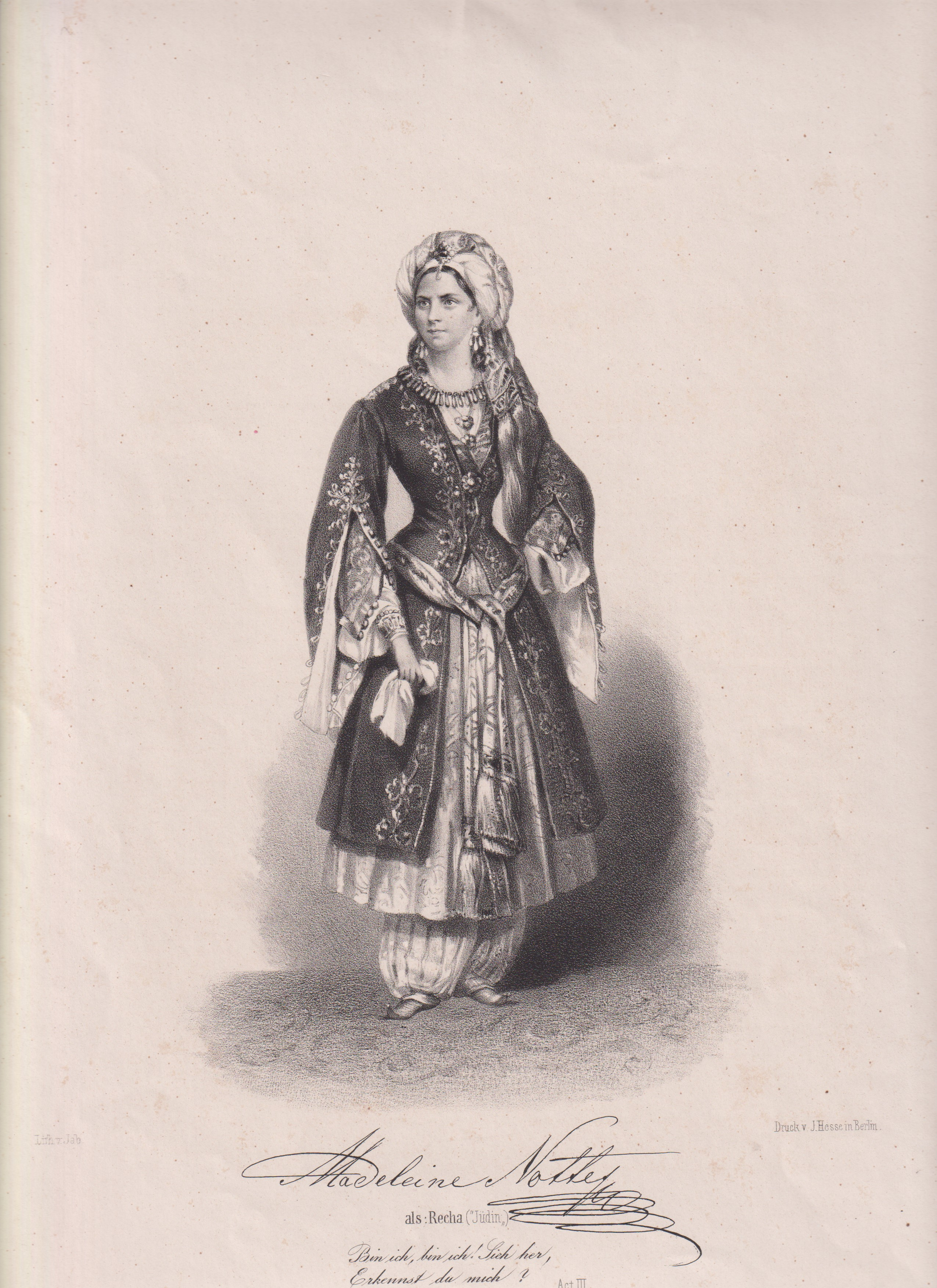
Lithographie de la soprano Madeleine Nottes dans le rôle de Recha dans l'opéra "La Juive", 1858, dans la collection du Musée Juif de Suisse.

La Juive fait figure de prototype de « grand opéra français », en cinq actes avec ballet, genre que cet opéra – créé en 1835 à Paris – inaugure et qui connaîtra une grande postérité au cours du XIXe siècle. L'opéra est composé sur un livret d'Eugène Scribe. L'action se situe lors du concile de Constance en 1414. Elle met en scène la descente aux enfers et la condamnation au bûcher d'un orfèvre juif, Eléazar et de sa fille Rachel, dont on apprendra qu'elle n'est en fait que sa fille adoptive, qui se trouve séduite et abandonnée par un prince chrétien vainqueur des Hussites, Léopold, par ailleurs marié à la princesse Eudoxie, nièce de l'empereur. Le camp catholique est représenté par un puissant ecclésiastique, le cardinal de Brogni qui, plutôt bien intentionné, ne parvient pas à sauver ceux que, pour des motifs parfaitement dérisoires le Concile a condamnés. Le texte de l’aria du IVe acte, chanté par Eléazar :
« Rachel, quand du Seigneur
la grâce tutélaire
à mes tremblantes mains confia ton berceau,
j’avais à ton bonheur
voué ma vie entière.
et c’est moi qui te livre au bourreau !
a été écrit par le ténor Adolphe Nourrit afin que les syllabes, notamment les voyelles, puissent bien correspondre à sa voix.
Cet air a beaucoup marqué les esprits et a eu une postérité littéraire dans la Recherche du temps perdu de Marcel Proust. « Rachel-quand-du-Seigneur », est le surnom que le narrateur avait donné à une petite prostituée que la tenancière du bordel lui avait vantée comme juive. Quelques tomes de la Recherche plus loin, le narrateur reconnaît cette « Rachel-quand-du-Seigneur » dans la personne de la maîtresse de son ami Robert de Saint-Loup.

#### Liste
- L'Artisan (1827)
- Le Batelier (1827)
- Clari, en italien (1828)
- Le Dilettante d'Avignon (1828)
- Les Souvenirs de Lafleur (1829), à l'occasion du départ à la retraite du baryton Martin
- Manon Lescaut (1830), ballet-pantomime
- La Tentation, ballet-opéra (1832)
- Ludovic, commencé par Hérold (1833)
- La Juive (1835)
- L'Éclair (1835)[17]
- Guido et Ginevra (1838)
- Les Treize (1839)
- Le Shérif (1839)
- Le Drapier (1840), d'après Balzac
- Le Guitarréro (1841)
- Le Lazzarone, ou Le bien vient en dormant
- La Reine de Chypre (1841)[18],[19],[20]
- Charles VI (1843)[21]
- Les Mousquetaires de la reine (1846)
- Les Premiers pas (1847)
- Le Val d'Andorre (1848)[22]
- La Fée aux roses (1849)
- La tempesta, en italien, d'après le drame La Tempête de Shakespeare (1850)
- La Dame de pique (d), d'après la nouvelle d'Alexandre Pouchkine traduite par Prosper Mérimée (1850)
- Le Juif errant (1852) d'après l'œuvre d'Eugène Sue
- Le Nabab (1853)
- Jaguarita l’Indienne (1855), opéra-comique en 3 actes, sur un livret d'Adolphe de Leuven et de Jules-Henri Vernoy de Saint-Georges, créé le 14 mai 1855 au Théâtre-Lyrique, à Paris
- Valentine d'Aubigny, composé sous un pseudonyme
- La Magicienne (1858)
- Noé (1858 - 1862), achevé par Georges Bizet en 1869

### Ouvrages
- Souvenirs et Portraits. Études sur les Beaux-Arts, Michel Lévy, 1861.
- Derniers Souvenirs et Portraits, précédés d'une notice par P. A. Fiorentino, Michel Lévy, 1863 (texte sur Gallica).
- La Juive, Opéra en cinq Actes, paroles de M. Scribe, musique de F. Halévy de l'Institut, partition chant et piano réduite par Garaude, chez Henry Lemoine & Cie Paris, Bruxelles, 1914

## Distinctions
- Prix de Rome en 1819
- Chevalier de la Légion d'honneur, le 11 novembre 1835
- Officier de la Légion d'honneur, le 30 avril 1845
- Commandeur de la Légion d'honneur, le 30 juillet 1858
- Membre honoraire de la Royal Philharmonic Society (1859)[23]

#### Bases de données et dictionnaires
- Ressources relatives à la musique :   - International Music Score Library Project
  - AllMusic
  - Bait La Zemer Ha-Ivri
  - Carnegie Hall
  - Discography of American Historical Recordings
  - Discogs
  - Grove Music Online
  - MGG Online
  - MusicBrainz
  - Muziekweb
  - Operone
  - Répertoire international des sources musicales
- Ressources relatives au spectacle :   - Archives suisses des arts de la scène
  - Les Archives du spectacle
  - Kunstenpunt
- Ressources relatives aux beaux-arts :   - Académie des beaux-arts
  - AGORHA
- Ressources relatives à la recherche :   - La France savante
  - Isidore
- Ressource relative à plusieurs domaines :   - Radio France
- Ressource relative à la vie publique :   - base Léonore
- Ressource relative à l'audiovisuel :   - IMDb
- Notices dans des dictionnaires ou encyclopédies généralistes :   - Britannica
  - Brockhaus
  - Den Store Danske Encyklopædi
  - Deutsche Biographie
  - E-archiv.li
  - Enciclopedia italiana
  - Enciclopedia De Agostini
  - Gran Enciclopèdia Catalana
  - Hrvatska Enciklopedija
  - Internetowa encyklopedia PWN
  - Nationalencyklopedin
  - Proleksis enciklopedija
  - Store norske leksikon
  - Universalis
  - Visuotinė lietuvių enciklopedija
- Notices d'autorité :   - VIAF
  - ISNI
  - BnF (données)
  - IdRef
  - LCCN
  - GND
  - Italie
  - Japon
  - CiNii
  - Espagne
  - Belgique
  - Pays-Bas
  - Pologne
  - Israël
  - NUKAT
  - Catalogne
  - Suède
  - Vatican
  - WorldCat